# 岩本隆雄
岩本 隆雄（いわもと たかお、1959年4月6日 -）は日本の小説家、SF作家。大阪府在住。
『星虫』、『イーシャの舟』はNHK-FM放送「青春アドベンチャー」でラジオドラマ化された。

## 経歴
- 1990年 - 第1回日本ファンタジーノベル大賞最終候補作に残った『星虫』でデビュー。
- 1991年 - 『イーシャの舟』を刊行し、以後約10年間の休眠期間に入る。
- 2000年 - デビュー作の『星虫』がソノラマ文庫から復刊されたのを機に、創作活動を再開。
- 2008年 - 二度目の休眠から復活し、『夏休みは、銀河！』を朝日ノベルズより刊行する。

## 作品
- 『星虫』新潮文庫（1990） 本文イラスト道原かつみ　のちソノラマ文庫 本文イラスト鈴木雅久
- 『イーシャの舟』新潮文庫（1991）本文イラスト山田ミネコ　のちソノラマ文庫 本文イラスト草彅琢仁
- 『鵺姫真話』ソノラマ文庫 2000 本文イラスト 弘司
- 『ミドリノツキ』（全3巻）ソノラマ文庫 2001　本文イラスト 小菅久実
- 『鵺姫異聞』ソノラマ文庫 2000 本文イラスト弘司
- 『夏休みは、銀河！』 本文イラスト 間宮彩智朝日ノベルズ　2008
- 『星虫年代記 1 星虫/イーシャの舟/バレンタイン・デイツ』 本文イラスト えむかみ　朝日ノベルズ　2009

　　　『星虫』と『イーシャの舟』に書き下ろしの短編を加えた
- 『星虫年代記 2 鵺姫真話/鵺姫序翔/鵺姫異聞』 本文イラスト えむかみ　朝日ノベルズ　2009

　　　『鵺姫真話』と『鵺姫異聞』に書き下ろし新作100枚を加えた完全版